# Президентские выборы в США (2024)
Президентские выборы в США прошли во вторник, 5 ноября 2024 года. Это 60-е президентские выборы в истории страны, на которых был избран 47-й президент США.
После отказа от участия в выборах действующего на момент проведения выборов президента Джо Байдена, изначально планировавшего переизбираться на второй срок, вместо него кандидатом в президенты от Демократической партии стала вице-президент США Камала Харрис, а кандидатом в вице-президенты — Тим Уолз.
45-й президент США Дональд Трамп продолжил быть кандидатом в президенты от Республиканской партии. Кандидатом в вице-президенты от республиканцев стал Джеймс Дэвид Вэнс.
Президентские выборы прошли одновременно с выборами в Сенат и Палату представителей США; в некоторых штатах также состоялись выборы губернаторов и законодательных органов. Инаугурация избранного президента прошла 20 января 2025 года.
Главные темы, обсуждавшиеся в ходе дебатов и предвыборных кампаний, это экономика, безопасность границ и нелегальная иммиграция, демократия и политическое насилие, внутренняя и внешняя политика, здравоохранение, образование, изменение климата и сфера энергетики, право на аборты и другие.
Избиратели проявили высокую активность. Резко ожесточившиеся конфликтные настроения в американском обществе и сложная политическая обстановка вокруг выборов 2020 года оставались напряжёнными все четыре года президентства Джо Байдена, и основной причиной стал острый конфликт между партиями демократов и республиканцев вокруг фигуры главного противника демократической партии Дональда Трампа, который отказался признать своё поражение в выборах 2020 года и сделал несколько попыток отменить результаты голосования, что стало причиной захвата Капитолия 6 января 2021 года. Трамп в своих многочисленных выступлениях до выборов резко критиковал внутреннюю и внешнюю политику оппонентов и не стеснялся в выражениях и оскорблениях соперников. Трамп оскорблял не только действующего президента, но и американских избирателей, когда многократно называл Джо Байдена «спящим Джо» и «лживым Джо» и издевался над слабостями стареющего Байдена. В 2024 году на Дональда Трампа было совершено два покушения с использованием огнестрельного оружия, и он получил пулевое ранение в ухо. Ставшая кандидатом в президенты за три месяца до выборов Камала Харрис сделала насколько попыток изменить атмосферу вокруг выборов призывами не допустить трагедии января 2021 года при законной передаче власти после выборов 2024 года, и даже после проигрыша на выборах Харрис призвала к мирной законной передаче власти в январе 2025 года.
Победу на выборах одержал Дональд Трамп и перешёл из статуса кандидата в президенты в статус избранного президента США, получив поддержку 312 голосов выборщиков, что намного превышает число в 270 голосов необходимых для избрания президентом. Камала Харрис получила поддержку лишь 226 голосов выборщиков, и на следующий день после выборов она признала поражение, позвонив Дональду Трампу, чтобы поздравить его с победой.
6 января 2025 года Конгресс США официально сертифицировал победу Дональда Трампа на президентских выборах 2024 года, вторая инаугурация Трампа состоялась 20 января 2025 года. Трамп, тем самым, стал 45-м и 47-м американским президентом, вторым в истории США после Гровера Кливленда получившим двойную нумерацию.

## Процедура
Согласно Второй статье Конституции США, выдвинуться на пост президента может лишь гражданин США, родившийся на территории страны и проживающий там не менее 14 лет, а также достигший на момент голосования 35-летнего возраста. Такие же требования предъявляются и к кандидату в вице-президенты США. Кандидаты в президенты выдвигаются от своих политических партий, как правило, по результатам праймериз и кокусов, в ходе которых определяется число делегатов, уполномоченных отдать голос за того или иного кандидата на национальном партийном съезде. Национальный партийный съезд также определяет кандидата на пост вице-президента для формирования соответствующих списков.
Всеобщие выборы являются непрямыми и проводятся в два этапа. На первом этапе проводится голосование избирателей. Голос можно отдать лично на избирательном участке или проголосовав по почте. Подсчёт голосов осуществляется избирательными комиссиями после вскрытия урн, если голосование проходило в очном формате. В случае голосования по почте подсчёт бюллетеней проводится при помощи специальных сканирующих устройств или вручную (предварительно проверяется статус избирателя, а также производится сверка личной подписи участника голосования). Вторым этапом выступает голосование Коллегии выборщиков. Всего в Коллегии 538 выборщиков, представляющих каждый из 50 штатов и округ Колумбия. Как правило, членами Комиссии являются партийные активисты, бывшие политики и сторонники одного из кандидатов. При этом выборщиками не могут быть конгрессмены и лица, занимающие государственные должности. Список выборщиков от штата утверждается до проведения всеобщего голосования. В 48 из 50 штатов и округе Колумбия действует правило «победитель получает всё»: кандидат, набравший больше голосов избирателей в таком штате, получает все голоса выборщиков. Исключение составляют Небраска и Мэн, где избирается по одному выборщику от каждого избирательного округа плюс дополнительно два выборщика от штата в целом.
17 декабря 2024 года выборщики проголосуют в своих штатах, после чего их голоса передадутся в Конгресс США. 6 января 2025 года члены Конгресса США соберутся для их подсчёта. Результаты голосования Коллегии выборщиков утвердит действующий вице-президент США. Избранным президентом становится кандидат, получивший не менее 270 голосов выборщиков.

## Карта выборов
Выборы 2024 года станут первыми после перераспределения голосов в Коллегии выборщиков, основанного на результатах переписи населения США 2020 года. Если бы результаты выборов 2020 года остались прежними, по новой системе Байден набрал бы 303 голоса выборщиков против 235 у Трампа, что означает, что действующий президент потерял бы в общей сложности три голоса выборщиков. Такое распределение голосов сохранится и на выборах 2028 года. Перераспределение будет вновь проведено по результатам переписи населения США 2030 года.
На предыдущих президентских выборах большинство штатов являлось оплотом одной из двух ведущих партий страны. В связи с этим важнейшая роль в избирательном цикле отведена колеблющимся штатам. В данном электоральном цикле к ним относились штаты «Ржавого пояса», такие как Висконсин, Мичиган и Пенсильвания, а также штаты «Солнечного пояса», такие как Невада, Аризона и Джорджия. Северную Каролину также относили к «колеблющимся» штатам, принимая во внимание минимальную победу Трампа на предыдущих выборах с преимуществом в 1,34 %. Предпочтения избирателей штатов Айова, Огайо, Техас и Флорида, относимых к числу колеблющихся на президентских выборах 2020 года, значительно сместились в пользу республиканцев, а штаты Миннесота и Нью-Гэмпшир закрепились за Демократической партией.
Электорат Демократической партии
Аналитические материалы свидетельствуют о том, что чуть менее половины избирателей-демократов (44 %) являлись азиатами, латиноамериканцами, афроамериканцами, представителями иной расы или смешанной расы, а также имели как минимум степень бакалавра (45 %). Доля избирателей-демократов, не имевших религиозной принадлежности, удвоилась с 2008 года — с 18 % до 38 %. Всего несколько десятилетий назад христиане составляли подавляющее большинство избирателей-демократов. В 2024 году чуть больше половины демократов (54 %) являлись христианами. По состоянию на август 2024 года девять из десяти избирателей-демократов говорили, что проголосовали бы за Камалу Харрис, если бы выборы проводились сегодня. Ещё 5 % избирателей-демократов поддерживали независимого кандидата Роберта Кеннеди-младшего и 4 % — 45-го президента США Дональда Трампа. Большинство избирателей-демократов утверждало, что насилие с применением огнестрельного оружия, расходы на здравоохранение и партийные споры стали основными проблемными вопросами электорального цикла. За последние несколько десятилетий демократы стали хуже относиться к Республиканской партии, они в подавляющем большинстве выражают неблагоприятное мнение о президенте Трампе.
Электорат Республиканской партии
Около восьми из десяти избирателей-республиканцев (79 %) — неиспаноязычные белые. Латиноамериканцы, афроамериканцы и азиаты вместе составляли гораздо меньшую долю избирателей-республиканцев, чем избирателей-демократов (15 % против 39 %). Около двух третей избирателей-республиканцев (64 %) не имели степени бакалавра. Около двух третей избирателей-республиканцев (65 %) находились в возрасте 50 лет и старше, всего 8 % избирателей-республиканцев моложе 30 лет. Около восьми из десяти избирателей-республиканцев (81 %) идентифицировали себя с христианством. Самая большая религиозная группа среди республиканцев — белые евангелисты-протестанты, которые составляли 30 % зарегистрированных избирателей Республиканской партии. Лишь 15 % избирателей-республиканцев не имели религиозной принадлежности. По состоянию на июль 2024 года, более восьми из десяти избирателей-республиканцев (84 %) говорили, что проголосовали бы за Дональда Трампа, если бы выборы состоялись сегодня, в то время как 13 % поддержали Роберта Кеннеди-младшего. Всего 3 % поддержали бы Джо Байдена. Среди республиканцев и независимых избирателей, придерживавшихся республиканского вектора, 78 % утверждали, что нелегальная иммиграция и высокая инфляция стали основными проблемными вопросами электорального цикла. Около шести из десяти республиканцев считали, что нелегальные мигранты подлежат депортации.

## Политическая обстановка вокруг выборов
Республиканец Дональд Трамп занимал пост президента Соединённых Штатов в 2017—2021 годах, однако на выборах 2020 года проиграл Джо Байдену, кандидату от Демократической партии. Трамп и часть его сторонников предприняли несколько попыток отменить результаты голосования. Кульминацией этих усилий стал захват Капитолия 6 января 2021 года. Неделю спустя Трампу был объявлен импичмент за подстрекательство к мятежу. Однако политик был оправдан Сенатом, так как решение не набрало необходимых двух третей голосов. В ноябре 2022 года Трамп объявил о выдвижении своей кандидатуры на пост президента от Республиканской партии в 2024 году. В 2023 и 2024 годах его объявили виновным в гражданских процессах по обвинениям в сексуальном насилии, диффамации и финансовом мошенничестве. В мае 2024 года жюри присяжных признало Трампа виновным по 34 пунктам обвинения в фальсификации деловых документов. Это сделало его первым в американской истории бывшим президентом, осуждённым по уголовной статье. Кроме того, против экс-главы государства были выдвинуты обвинения по ещё трём делам, касающимся штурма Капитолия, незаконного хранения секретных документов и предполагаемых нарушениях в его бизнесе. Сам Трамп не признал себя виновным ни по одному из дел, а его сторонники заявили, что обвинения являются политически мотивированными. В Конституции США нет положений, запрещающих политику участвовать в выборах.
13 июля 2024 года Трамп пережил покушение во время выступления на предвыборном митинге недалеко от Батлера, штат Пенсильвания. Трамп был ранен в правое ухо Томасом Мэттью Круксом, 20-летним американцем из Бетел-Парка в том же штате, который произвёл восемь выстрелов из винтовки AR-15 с крыши здания, расположенного примерно в 120 метрах от сцены. Стрелок убил одного участника митинга, а ещё двоих ранил. Крукса застрелили сотрудники Секретной службы. 15 сентября 2024 года Трамп пережил ещё одно покушение в гольф-клубе Trump International Golf Club в Уэст-Палм-Бич, штат Флорида. 58-летний Райан Уэсли Раут был замечен с винтовкой типа СКС. Раут скрылся с места происшествия и позже был схвачен. Официальные лица считают, что мужчина намеревался застрелить Трампа. Федеральное бюро расследований расследует инцидент как покушение на убийство.
В октябре 2024 года Илон Маск обвинил американские СМИ в подстрекательстве людей совершить убийство его самого и Дональда Трампа.
«Своими непрестанными злостными атаками ангажированные средства массовой информации занимаются активным подстрекательством к убийству Дональда Трампа, а теперь и меня».
Оригинальный текст (англ.)With their relentless hit pieces, legacy mainstream media are actively encouraging the assassination of @realDonald Trump and now me.
25 апреля 2023 года Байден объявил о выдвижении на второй срок. В ходе предвыборной гонки высказывались опасения по поводу здоровья и возраста обоих кандидатов. Беспокойства о состоянии Байдена усилились после его неуверенного выступления на президентских дебатах в июне 2024 года, внутри его партии начали звучать призывы к тому, чтобы он покинул предвыборную кампанию. Первоначально Байден неоднократно настаивал на том, что останется кандидатом, но 21 июля в его социальных сетях было опубликовано подписанное письмо об отзыве кандидатуры, в котором говорилось, что это делается «в интересах моей партии и страны». В последующем сообщении он одобрил кандидатуру Камалы Харрис как своего преемника.
В октябре 2024 года предвыборный штаб Дональда Трампа выступил с обвинениями во вмешательстве в выборы в США иностранных политических деятелей Великобритании, основанными на том, что в избирательном штабе Камалы Харрис и в руководстве Демократической партии США работают около 100 граждан Великобритании, в том числе ряд членов руководства партии Лейбористов специально прибывших помогать демократам США из королевства Великобритании и Северной Ирландии. В ходе проводимого расследования выяснилось, что представитель руководства партии Лейбористов София Пател сообщала о 100 представителях партии оправленных в США, чтобы «помочь победе Харрис» на выборах и их проживание в США обеспечено, однако законы США и Великобритании не запрещают поддерживать иностранных политиков в качестве добровольцев и не за счёт партийных и государственных средств. В свою очередь демократы США обвинили Дональда Трампа в том, что он пользуется иностранной поддержкой в своей избирательной кампании и опубликовали в октябре 2024 информацию от американских спецслужб о том, как спецслужбы России, Ирана, Китая и других стран оплачивают работу нанятых контакторов по распространению в СМИ пропаганды в пользу Дональда Трампа.
Перед выборами официальные лица США неоднократно заявляли, что, как это было и в прошлом, снова отмечается иностранное вмешательство в выборы 2024 года. Среди возможных стран, заинтересованных в этом, назывались Россия, Китай и Иран. Однако после победы на выборах 2024 года Дональд Трамп пользуется «абсолютным иммунитетом» от юридических преследований согласно решению Верховного суда США принятого в свод законов 1 июля 2024 года.

## Проблемные вопросы электорального цикла

### Экономика
Государственный долг США в первом квартале 2024 года достиг исторического максимума — 34,6 трлн долларов США, что на 6,5 трлн долларов США больше, нежели в начале президентства Байдена. В 2023 году ведущими партиями страны было подписано бюджетное соглашение, которое позволило повысить потолок лимита по государственному долгу в обмен на снижение федеральных расходов. Планируется, что данное соглашение позволит сократить сумму государственного долга на 1,5 трлн долларов США к 2033 году по сравнению с 2023 годом.
Инфляция достигла 9,1 % в июне 2022 года. Несмотря на снижение за 2023 и 2024 годы, показатель инфляции на момент выборов всё ещё значительно превышал целевой показатель ФРС в 2 %. Важным фактором в предвыборной гонке оставался высокий уровень цен на продукты питания и энергоносители. Острой проблемой стал рост количества бездомных в США на 12,1 % с 2022 по 2023 год; общее количество бездомных американцев составило в 2023 году 653 104 человека. В межпартийных и президентских дебатах обсуждались проблемы преступности, наркомании и наркотрафика, рост цен на арендное жильё, обусловленный дефицитом свободной недвижимости.
Политика в области экономики администрации Байдена—Харрис базировалась на трёх ключевых аспектах: государственных инвестициях, расширении прав и возможностей работников и содействии конкуренции. Всего через год после принятия Закона о чипах и науке было привлечено порядка 231 млрд долларов США частных инвестиций в производство полупроводников. Во втором квартале 2024 года реальные инвестиции в производство в США достигли рекордно высокого уровня. Наиболее резким подходом к ограничению монополии стало принятие указа, который «обязывает федеральное правительство решительно и в полном объёме обеспечивать соблюдение антимонопольного законодательства».
Харрис обещала расширить налоговые льготы для малоимущих, способствовать приобретению первого жилья и поощрять строительство более доступного жилья. Она надеялась решить проблему высоких цен на продукты питания и бакалейные товары, запретив «взвинчивание цен» и чрезмерную корпоративную спекуляцию. Экономическая стратегия Харрис предполагала значительное увеличение налогов для корпораций и лиц с высоким уровнем дохода. Харрис намеревалась предоставить существенные налоговые льготы компаниям, которые занимаются производством технологий, необходимых для борьбы с глобальным потеплением, или возведением доступного жилья. Дональд Трамп, в случае победы, намеревался существенно сократить цены на энергоносители, увеличить налоговые отчисления на импортируемые товары и снизить ставку по корпоративному налогу для крупного бизнеса, продолжив политику, начатую им в 2017 году, когда при его администрации был принят Закон о сокращении налогов и создании рабочих мест.

### Внутренняя политика США
В ходе предвыборной борьбы, в дебатах и в отдельных выступлениях оба кандидата как Дональд Трамп, так и Камала Харрис уделили много внимания проблемам внутренней политики США, однако в своих заявлениях они выразили большую разницу в своих позициях по многим вопросам внутренней политики страны. Хотя оба кандидата неоднократно заявляли о своей готовности идти навстречу нуждам и пожеланиям избирателей, их предложения о внутренней политике страны явно различались по целям и средствам их исполнения. Главные различия между позициями кандидатов по внутренней политике состояли в отношении к размерам и функциям государства и правительственных органов управления в исполнении интересов избирателей, по стабилизации финансовой и экономической ситуации в стране из-за резкого повышения цен на продовольствие, энергоносители и другие товары. Особую остроту во внутренней политике приобрели проблемы по соблюдению конституции, по применению законодательства и работе судебной системы, по обеспечению основных прав и свобод населения включая и граждан и неграждан проживающих в США, и в частности наиболее важные права на равенство в оплате труда женщин и мужчин, граждан и неграждан страны, равенство перед законом жителей с разным уровнем доходов и разным экономическим и социальным статусом.
Внутренняя политика, которая традиционно преобладает над внешней политикой США, и на этот раз стала одной из самых сложных и горячо обсуждаемых тем на президентских выборах 2024 года, и это обсуждение происходило на всех уровнях общественной и политической жизни и сделало большинство населения активными участниками процессов внутренней политики страны через участие в выборах. Напряжённость и конфликтность отношений, как между политическими партиями, так и отдельными гражданами и негражданами в американском обществе существует многие десятилетия и достигла особенно высокого уровня в годы президентских сроков Трампа (2017—2021) и Байдена (2021—2025). Происходящее в XXI веке обострение конфликтных отношений между демократами и республиканцами США выражается прежде всего в крайней поляризации мнений по внутренним вопросам и в непримиримых разногласиях по оценкам, аналитике и способам решения сложнейших внутренних проблем страны. Острота и непримиримость взглядов и разногласий отражалась и в выступлениях лидеров двух главных политических сил и в ходе народного голосования на выборах, которые показывали явное и стойкое разделение общества по отношению к внутриполитическим вопросам об устройстве и роли государства и многочисленных правительственных органов в общественной и частной жизни, в планировании и осуществлении важнейших политических процессов по мирной передаче власти и прозрачности самого процесса выборов на федеральном и местном уровнях, особенно в связи с трагическими событиями января 2021 года и последовавшим ожесточением в риторике и поведении демократов и республиканцев в борьбе за власть. Чрезвычайной остроты достигли межпартийные и внутрипартийные споры о смысле, содержании и практическом применении основных законов и поправок в Конституции США, особенно о праве владения и ношения оружия для самозащиты в условиях высокого уровня преступности. США продолжали оставаться страной с самым большим в мире числом заключённых в федеральных и местных местах лишения свободы, которое составило более двух миллионов человек по состоянию на 2023 год. Ещё несколько миллионов граждан и неграждан находились в разных статусах арестованных или задержанных без заключения, осуждённых условно, досрочно освобождённых и других подзаконных состояниях. Расовое неравенство и напряжение в межрасовых и межэтнических отношениях отражены в статистике пенитенциарной системы США: афро- и латиноамериканцы составляли 30 % от населения США, и в то же время — 60 % от всех американских заключённых. Каждый 35-й темнокожий находился за решёткой. Среди латиноамериканцев — каждый 88-й, а среди белых — каждый 214-й. Большие возможности для улучшения внутренней политики в США заложены в реальном защищённом конституцией народовластии и в демократическом устройстве государственного управления на всех уровнях, как в федеральном центре, так и в штатах, в округах и в мэриях больших и малых городов на уровнях местного самоуправления. В ходе дебатов и в отдельных выступлениях и Дональд Трамп и Камала Харрис неоднократно заявляли о недопущении повторения беспорядков и гибели людей при законной передаче власти после выборов 2024 года и предотвращении ошибок прошлого, которые привели к трагическими событиями января 2021 года.
В итогах президентских выборов, выборов в Конгресс США и в органы местного управления штатов и городов, в законной передаче власти от партии демократов к республиканцам заложены основания для изменения и совершенствования внутренней политики в стране и главные внутриполитические истоки определяющие внешнюю политику США на весь период после президентских выборов 2024 года.

### Безопасность границ и нелегальная иммиграция
С тех пор, как Джо Байден вступил в должность президента США в январе 2021 года, его администрация проводила работу над увеличением приёма беженцев, сохранением льгот для нелегальных иммигрантов, которые приехали в США в детстве, и отменой ограничений для получения иммигрантами грин-карт. В связи с увеличившимся притоком нелегальных иммигрантов в страну губернатор Техаса Грег Эбботт объявил о проведении операции «Одинокая звезда», в которой было разрешено арестовывать нелегальных иммигрантов и предъявлять им обвинения в нарушении общественного порядка. По состоянию на апрель 2024 года, штат Техас потратил более 11 млрд долларов США на проведение этой операции. В период 2023—2024 годов произошло значительное увеличение числа иммигрантов, проникающих в страну через границу с Мексикой. В период с февраля 2021 года по июль 2024 года наибольшее число нелегальных иммигрантов являются выходцами из Бразилии, Венесуэлы, Гаити, Гватемалы, Гондураса, Индии, Колумбии, Кубы, Мексики, Никарагуа, Сальвадора, Украины и Эквадора (всего за этот период было задержано порядка 10,5 млн нелегальных иммигрантов). В июне 2024 года президент Байден издал указ о приостановке принятия заявлений на предоставление убежища на границе США с Мексикой, когда число арестов за незаконный въезд достигнет 2500 человек в сутки (на момент принятия закона границу ежедневно пересекали порядка 4000 человек). По мнению аналитиков, тем самым президент хотел повлиять на растущее недовольство нелегальной иммиграцией среди американских избирателей в преддверии президентских выборов.
Дональд Трамп, в случае избрания, обещал провести «крупнейшую операцию по депортации нелегальных иммигрантов в истории США», продолжить возведение американо-мексиканской стены, а также привлечь Национальную гвардию к охране границы. Вице-президент Харрис пообещала «нанять тысячи» агентов в Пограничную службу. В своей речи на Национальном съезде Демократической партии она заявила, что «вернётся к двухпартийному законопроекту о безопасности границ, и он станет законом» (в мае 2024 года сенаторы-республиканцы заблокировали этот законопроект).

### Внешняя политика
США оказывали значительную военную и гуманитарную помощь Украине на протяжении всего российского вторжения на Украину. После начала войны в Газе Байден объявил о «недвусмысленной» военной поддержке Израиля и осудил действия ХАМАС и других палестинских боевиков. Поддержка Байденом Израиля подвергалась критике со стороны прогрессистов и мусульманских лидеров.
В ходе Национального съезда Демократической партии Камала Харрис заявила, что продолжит курс поддержки Израиля в войне в Газе, однако обратила внимание на необходимость скорого завершения военных действий из-за гуманитарного бедствия, с которым столкнулись рядовые жители Газы. Также в ходе своей речи она выступила в поддержку Украины и НАТО. Дональд Трамп заявлял о намерении положить конец российско-украинской войне, «заставив» стороны сесть за стол переговоров в первые часы своего президентства. Трамп высказывал поддержку Израилю в войне в Газе и ставил под сомнение дальнейшую жизнеспособность решения израильско-палестинского конфликта на основе принципа двух государств.

### Демократия
Опросы общественного мнения показали глубокое недовольство состоянием американской демократии. Согласно одному из них, проведённому накануне выборов The New York Times и Сиенским колледжем, 76 % респондентов посчитали, что демократическое управление «в настоящее время находится под угрозой».
В США наблюдался рост случаев политического насилия. С 2016 года участились случаи идеологически мотивированных нападений как со стороны крайне левых, так и со стороны крайне правых. За этот период страна столкнулась с попытками отменить результаты выборов 2020 года, которые были отмечены политическим насилием и попытками Трампа и его сторонников оправдать это насилие, распространением ложных и вводящих в заблуждение утверждений о фальсификации результатов голосования, двумя покушениями на Дональда Трампа в 2024 году. Другой проблемой стала крайняя поляризация, особенно эмоциональная, выражавшаяся во взаимной неприязни и недоверии американцев к членам другой политической партии.
Фондом «Наследие» был разработан набор консервативных предложений по реформированию федерального правительства США и консолидации исполнительной власти в руках президента, названный «Проект 2025». Предполагалось, что он должен быть выполнен президентом от Республиканской партии в случае своей победы. Критики расценили его как план перехода США к автократии.
Некоторые республиканцы были обеспокоены тем, что импичмент и уголовные дела в отношении Трампа могли являться попытками повлиять на выборы и не допустить его вступления в должность.

### Здравоохранение
Большинство потенциальных избирателей относили растущие расходы на здравоохранение к числу важных проблемных вопросов данного электорального цикла. Опрос KFF, проведённый в феврале 2024 года, показал, что здравоохранение возглавляет список основных расходов, которые беспокоят американцев, опережая по важности расходы на бензин, еду и аренду жилья. Obamacare продолжала оставаться предметом спора между двумя политическими блоками страны. В конце 2023 года Трамп заявлял, что намерен «рассмотреть альтернативы» данной программе, обусловив своё видение высокими расходами на её поддержание, однако уже в апреле кандидат-республиканец сообщил, что, в случае избрания, сконцентрируется на «улучшении» законодательства. Трамп и Харрис выступили за снижение цен на лекарства для американцев. Так, с этой целью за время своего пребывания у власти администрация Трампа разрешила импорт определённых лекарств из Канады. При администрации Байдена—Харрис стоимость инсулина была ограничена 35 долларами в месяц, а федеральное правительство начало прямые переговоры с производителями лекарств об ограничении цен на 10 широко используемых лекарственных препаратов, что позволило бы пожилым людям сэкономить порядка 1,5 млрд долларов, в случае вступления соглашения в силу. Ожидалось, что расходы на здравоохранение в США продолжат сильно расти как при администрации Харрис, так и при администрации Трампа. Несмотря на то, что оба кандидата были нацелены на снижение инфляции в сфере здравоохранения, ожидалось, что общие расходы будут расти из-за высокого спроса со стороны пациентов, старения населения и увеличения стоимости медицинских инноваций.

#### Аборты
Президентские выборы 2024 года стали первыми после принятия двух судебных решений, повлиявших на право на аборт. Первое — решение Доббс против «Организации женского здоровья Джексона», вынесенное в 2022 году, в котором Верховный суд США отменил решение Роу против Уэйда, передав право на изменение законодательства об абортах в ведение законодательных органов штатов, включая запреты на аборты. Демократы поддержали право на аборты, в то время как республиканцы в целом выступили за их существенное ограничение. В апреле 2023 года подавляющее большинство контролируемых республиканцами штатов приняли полный запрет на аборты, что сделало их «в значительной степени незаконными» на большей части территории США. На момент проведения выборов в 16 штатах де-юре действовал запрет на аборты на ранних стадиях с исключениями, связанными с изнасилованием или инцестом.
Трамп, назначивший в Верховный суд США во время своего первого срока троих судей и пообещавший отменить федеральное решение о защите права на аборт во времена предвыборной кампании 2016 года, приветствовал отмену Роу против Уэйда, однако раскритиковал республиканцев, настаивающих на полном запрете абортов. Харрис последовательно поддерживала права на аборт на протяжении всей своей карьеры. Будучи сенатором, она была одним из инициаторов законопроекта, запрещающего штатам вводить ограничения на права на аборт, и голосовала против законопроекта, запрещающего аборты после 20 недель беременности. Будучи вице-президентом, она осудила отмену решения Роу против Уэйда.

### Изменение климата и сфера энергетики
Дональд Трамп — сторонник существенного сдвига в энергетической политике США, характеризующегося расширением использования ископаемого топлива, отменой его регулирования и сворачиванием политики возобновляемой энергии. Он обусловил эти намерения необходимостью снижения затрат на производство энергии, достижения «энергетического доминирования», повышения конкурентоспособности промышленности и отмены регулирования бурения нефтяных и газовых скважин — всё это, по его мнению, может быть достигнуто путём исключения США из Парижского соглашения. По мнению аналитиков, в сложившихся экономических условиях акцент на росте рабочих мест, доходов и энергетическом доминировании стал стратегическим преимуществом кампании Трампа. Трамп отрицал изменение климата и называл его «обманом». При администрации Байдена—Харрис в августе 2022 года был принят Закон о снижении инфляции, с целью борьбы с инфляцией и сокращения выбросов парниковых газов примерно на 40 %. Закон также позволил выделить 16,7 млрд долларов США Министерству энергетики для погашения кредитов на сумму порядка 250 млрд долларов США, выделенных на проекты по модернизации энергетической инфраструктуры. Ожидалось, что, в случае избрания, Камала Харрис продолжит политику «зелёной» энергетики, а также сконцентрируется на внедрении положений «Зелёного нового курса» (англ. Green New Deal).

### Образование
Одним из главных пунктов предвыборной программы Байдена в 2020 году стало снижение долговой нагрузки, включая списание студенческих долгов. В течение своего президентства он подписал свыше 20 указов о списании образовательных займов по федеральной программе кредитования. К октябрю 2024 года общая сумма списанных долгов достигла 175 миллиардов долларов. Харрис содействовала этой политике на посту вице-президента, но не уточняла, будет ли придерживаться её в случае избрания президентом. В целом её кампания построена на инвестициях в образование, которые осуществляла администрацией Байдена—Харрис и их дальнейшем развитии в случае избрания. Она выступала с критикой запретов книг в США, а также призывала к повышению заработной платы учителей. Харрис высказывалась против попыток ограничить преподавание расовой проблематики в школах. Среди других тем, которые Демократическая партия поддержала на Национальном съезде, — введение всеобщего дошкольного образования, расширение профессионального и технического образования, снижение акцента на стандартизированных тестированиях и усилия по улучшению условий труда учителей.
Трамп пообещал закрыть Министерство образования, утверждая, что туда проникли «радикальные фанатики и марксисты». Он пообещал бороться за патриотическое воспитание молодёжи и продвижение концепции нуклеарной семьи. Трамп подчёркивал, что образование является приоритетной темой для Республиканской партии и призывал сократить федеральные средства на любую образовательную программу, включающую «критическую расовую теорию, гендерную идеологию или другой неприемлемый расовый, сексуальный или политический контент для наших детей». По его мнению, администрация Байдена продвигала эти темы в системе государственных школ, в то время как подрастающее поколение «следует обучать чтению, письму и математике».

### Права ЛГБТ
Согласно опросу, проведённому организацией Public Religion Research Institute в 2024 году, подавляющее большинство американцев поддерживало правовую защиту представителей ЛГБТ. Однако в целом показатели поддержки по сравнению с предыдущими годами показали падение, особенно среди сторонников Республиканской партии. Поддержка однополых браков также несколько снизилась. Демократы обвинили консервативных политиков во внесении законопроектов, ограничивающих права ЛГБТ, особенно трансгендерных людей.
Харрис — решительная сторонница прав ЛГБТ-сообщества. Она публично осуждала законодательные посягательства на права трансгендерных людей. Будучи сенатором, продвигала несколько законопроектов, направленных в том числе на борьбу с дискриминацией по признаку сексуальной ориентации. Губернатор штата Миннесота Тим Уолз, напарник Харрис в предвыборной гонке, назвал вопросы, касающиеся ЛГБТ, приоритетом в её политике.
Трамп пообещал прекратить политику, которой придерживаются демократы в отношении транс-людей. Он заявил, что «в первый же день» после вступления в должность отменит поправки Байдена к разделу IX, разрешающие трансгендерным учащимся пользоваться туалетами, раздевалками и местоимениями, которые соответствуют их гендерной идентичности. Трамп также заявлял, что примет федеральный закон, который будет признавать только два пола, и заявил, что трансгендерность — это концепция, придуманная «радикальными левыми». Ранее политик отменил положения раздела IX, которые позволяли трансгендерной молодёжи иметь доступ к туалетам по своему выбору, и попытался отменить несколько положений, связанных с транс-людьми, в Законе о доступном здравоохранении. Трамп повторял ложное утверждение о том, что дети подвергаются операциям по гендерному переходу в школе без ведома или согласия родителей.

## Кандидаты

### Демократическая партия
25 апреля 2023 года действующий президент Джо Байден объявил о выдвижении своей кандидатуры совместно с Камалой Харрис в качестве вице-президента. В конце 2023 года из-за низких рейтингов одобрения действующего президента появились предположения, что он не будет добиваться переизбрания; некоторые однопартийцы публично призывали Байдена не баллотироваться. К тому же, Байден — самый пожилой президент, вступивший в должность в возрасте 78 лет. На момент следующей возможной инаугурации ему могло исполниться 82 года, а к концу второго срока — 86 лет. Согласно опросу NBC, опубликованному в апреле 2023 года, 70 процентов американцев считали, что Байдену не следует баллотироваться на второй срок. Около половины респондентов в качестве причины указали преклонный возраст действующего президента.
Соперниками действующего президента на внутрипартийных праймериз стали Джейсон Палмер, Марианна Уильямсон и Дин Филлипс, набравшие в общей сложности семь голосов делегатов из необходимых 1976 голосов. На всех внутрипартийных праймериз и кокусах победу одержал Джо Байден, за исключением кокусов в Американском Самоа, где победил Палмер.

#### Номинанты
12 марта 2024 года Байден стал предварительным номинантом от Демократической партии. 21 июля 2024 года он снялся с президентской гонки и поддержал кандидатуру Камалы Харрис. В начале августа Харрис официально стала кандидатом в президенты США от Демократической партии, заручившись поддержкой 4567 делегатов, что составило 84 процента от всех участников виртуального голосования Демократической партии, которое проходило в режиме онлайн в течение пяти дней. 6 августа 2024 года Камала Харрис выбрала губернатора штата Миннесота Тима Уолза в качестве кандидата в вице-президенты США. Кандидатуры Камалы Харрис и Тима Уолза были утверждены на Национальном съезде Демократической партии в Чикаго. Камала Харрис — первая кандидатка в президенты США от Демократической партии, проигравшая общенациональные выборы по результатам народного голосования после Джона Керри в 2004.
| Кандидаты от Демократической партии |                                         |
| Камала Харрис                       | Тим Уолз                                |
| кандидат в президенты               | кандидат в вице-президенты              |
|                                     |                                         |
| 49-й Вице-президент США (2021—2025) | 41-й Губернатор Миннесоты (с 2019 года) |
| Кампания                            |                                         |
|                                     |                                         |

### Республиканская партия
15 ноября 2022 года 45-й президент США Дональд Трамп объявил о начале своей предвыборной кампании. После своей победы Трамп стал первым президентом, проигравшим последующие выборы, а затем победившим на следующих со времён Гровера Кливленда.
Соперниками Трампа на внутрипартийных праймериз стали губернатор Флориды Рон Десантис, предприниматель Вивек Рамасвами, бывший губернатор Арканзаса Эйса Хатчинсон и бывший постпред США при ООН Никки Хейли, набравшая по итогам праймериз и кокусов вторую сумму голосов делегатов (97) после Дональда Трампа (2268). Никки Хейли опередила Трампа в таких штатах, как Вашингтон и Вермонт.

#### Номинанты
12 марта 2024 года Трамп стал предварительным номинантом от Республиканской партии. 13 июля на него было совершено покушение. 15 июля 2024 года на национальном съезде Республиканской партии Трамп был официально выдвинут в качестве кандидата в президенты, а сенатор от штата Огайо Джеймс Дэвид Вэнс утверждён в качестве кандидата на пост вице-президента.
| Кандидаты от Республиканской партии |                                    |
| Дональд Трамп                       | Джеймс Дэвид Вэнс                  |
| кандидат в президенты               | кандидат в вице-президенты         |
|                                     |                                    |
| 45-й Президент США (2017—2021)      | Сенатор от штата Огайо (2023—2025) |
| Кампания                            |                                    |
|                                     |                                    |

## Независимые кандидаты и кандидаты от «третьих» партий

### Либертарианская партия
Чейз Оливер был выбран Либертарианской партией в качестве кандидата в президенты 26 мая 2024 года на Либертарианском национальном съезде. Оливер был кандидатом от партии на выборах в Сенат США в Джорджии в 2022 году. Кандидатом в вице-президенты выбран Майк тер Маат. Оливер был включён в избирательные бюллетени в 47 штатах и получил право быть вписанным кандидатом в Иллинойсе, Нью-Йорке, Теннесси и округе Колумбия.
| Кандидаты от Либертарианской партии |                            |
| Чейз Оливер                         | Майк тер Маат              |
| кандидат в президенты               | кандидат в вице-президенты |
|                                     |                            |
| Политический активист из Джорджии   | Экономист из Виргинии      |
| Кампания                            |                            |
|                                     |                            |

### Партия зелёных
Джилл Стайн была кандидатом от Партии зелёных в 2012 и 2016 годах. 16 августа Стайн выбрала Бутча Уэра кандидатом в вице-президенты. Стайн была включена в избирательные бюллетени в 38 штатах и получила право быть вписанным кандидатом в семи штатах.
| Кандидаты от Партии зелёных |                            |
| Джилл Стайн                 | Бутч Уэр                   |
| кандидат в президенты       | кандидат в вице-президенты |
|                             |                            |
| Врач из Массачусетса        | Учёный из Калифорнии       |
| Кампания                    |                            |
|                             |                            |

### От других партий
В этом списке представлены кандидаты, которые включены в бюллетени в некоторых штатах, но этого недостаточно, чтобы получить необходимые для победы 270 голосов выборщиков.
- Американская партия солидарности[англ.] — Питер Сонски[англ.], государственный служащий в Коннектикуте и директор музея рыцарей Колумба[166].
- Конституционная партия — Рэндалл Терри[англ.], активист, вечный кандидат[167].
- Конституционные партии Невады и Юты[англ.] — Джоэл Скоузен[англ.], активист[168].
- Партия запрета — Майкл Вуд, бизнесмен[169].
- Партия за социализм и освобождение[англ.] — Клаудия де ла Круз, политическая активистка[170].
- Партия одобрительного голосования[англ.] — Блейк Хьюбер, политик[171].
- Социалистическая партия равенства США[англ.] — Джозеф Кишор[англ.], писатель[172].
- Социалистическая партия США — Билл Стодден, руководитель некоммерческой организации[173].
- Социалистическая рабочая партия США — Рашель Фрут[англ.], сотрудница отеля[174].

### Независимые
- Корнел Уэст — учёный и философ[175]. В начале 2024 года создал партию «Справедливость для всех» (Justice for All), фокусируясь на кампаниях в Северной Каролине, Флориде и Вашингтоне[176].

#### Снявшиеся
- Роберт Кеннеди младший — эко-юрист, антивакцинаторский активист[177]. Изначально планировал участвовать в праймериз Демократической партии[178]. 23 августа объявил о выходе из предвыборной гонки и поддержке Дональда Трампа[179].

## Кампании

### Камала Харрис
Камала Харрис охарактеризовала голосование как «выбор между свободой и хаосом». Предвыборная кампания нацелилась на создание оптимистического настроя у избирателей. Большое внимание уделялось агитации в социальных сетях, нацеленной на привлечение молодого поколения, представители которого охладели к демократам за время президентства находящегося в уже преклонном возрасте Джо Байдена. Непопулярность действующего президента заставила Харрис дистанцироваться от него, как можно реже упоминать его во время своих выступлений и почти не появляться с ним на публике. С другой стороны, она упорно защищала политику своей администрации. Предвыборный штаб Камалы Харрис стремился представить её как центриста, что изменило её риторику по ряду вопросов в менее радикальную сторону. Некоторые её посылы всё же отошли от полностью центристских, что позволило привлечь как умеренный электорат, так и республиканцев, недовольных кандидатурой Трампа.
В последние недели перед выборами Харрис и её сторонники начали более открыто критиковать Трампа. Среди прочего, демократка назвала оппонента «фашистом» и заявила, что тот стремится к «неограниченной власти».

### Дональд Трамп
Центральной темой второй президентской кампании Дональда Трампа стало «возмездие». Его политический имидж не претерпел особых изменений, и предвыборная гонка 2024 года ознаменовалась агрессивными заявлениями и жёсткой критикой оппонентов с его стороны. Трамп уделял большое внимание иммиграции в качестве основного пункта своей кампании, сосредоточенной на мрачной и апокалиптической риторике о положении дел в стране и ещё большего усугубления ситуации в случае его проигрыша. Как и Харрис, он сделал упор на продвижение среди молодёжи, дав с этой целью интервью нескольким популярным блогерам. Республиканец отрицал какие-либо связи своей кампании с «Проектом 2025».
Кампания Трампа была отмечена множеством ложных и вводящих в заблуждение заявлений, в том числе разжигающих антииммигрантские настроения и продвигающих теории заговора.
Трамп сделал множество личных выпадов в адрес Харрис. В частности, на протяжении предвыборной гонки отзывался о ней как о «фашистке».

## Дебаты
20 ноября 2023 года Комиссия по президентским дебатам объявила, что в 2024 году запланировано четыре раунда дебатов. Тем не менее оба кандидата выражали заинтересованность в проведении дебатов без участия комиссии. 15 мая 2024 года Джо Байден сделал видео обращение в котором он вызвал Дональда Трампа на два раунда дебатов и вскоре получил его согласие, несмотря на тот факт, что оба ещё не были официально утверждены кандидатами на пост президента США от своих партий. Однако, избирательные штабы Джо Байдена и Дональда Трампа пошли на такие ранние дебаты, выразив полную уверенность в праве ещё не утверждённых кандидатов и по взаимному согласию были установлены следующие даты дебатов:
- 27 июня в городе Атланте, штат Джорджия, проведённые CNN;
- 10 сентября в городе Филадельфия, штат Пенсильвания, проведённые ABC News.

Первые дебаты между Дональдом Трампом и Джо Байденом прошли 27 июня 2024 года. Более 51 миллиона зрителей смотрели эти дебаты в прямом эфире. Они стали самыми ранними в истории США с 1960 года: обычно такие дебаты проводят не раньше сентября, уже после съездов партий, на которых республиканцы и демократы официально утверждают своих кандидатов. Но в 2024 году первые дебаты между Джо Байденом и Дональдом Трампом прошли до голосования на съездах, когда ни один из них ещё не был официальным кандидатом от своей партии. На дебатах действующий президент Байден выглядел уставшим и рассеянным, его движения были медленными, он часто путался в словах и терял зрительный контакт с ведущими и своим оппонентом. Зрители CNN признали победителем дебатов Трампа — 67 % против 33 % у Байдена.
После слабого выступления Джо Байдена в первых дебатах он некоторое время продолжал настойчиво утверждать свои президентские амбиции на второй срок, но под давлением авторитетных членов Демократической партии, таких, как Билл и Хилари Клинтон, Барак и Мишель Обама, Байден прекратил сопротивление и отказался от дальнейшего участия в предвыборной президентской гонке. По рекомендации самого Джо Байдена кандидатом в президентских выборах от демократов стала Камала Харрис
2 августа 2024 года Дональд Трамп написал в подконтрольной ему соцсети «Truth Social», что согласен принять участие в дебатах 4 сентября на телеканале «Fox News», но отказывается приходить на дебаты на телеканале «ABC News» 10 сентября, которые были согласованы ранее с Байденом, аргументируя, что предыдущие договорённости недействительны из-за снятия кандидатуры последнего. Предвыборный штаб Камалы Харрис отказался от дебатов на «Fox News» и настоял на изначально запланированных на 10 сентября дебатах на «ABC News». 8 августа Трамп, по совету руководителя его избирательной кампании Сьюзан Уайлз, всё же согласился на участие в дебатах на «ABC News».
Вторые для Дональда Трампа и первые для Камалы Харрис дебаты смотрели в прямом эфире более 67 миллионов зрителей. Обозреватели. После дебатов принявшие участие в опросах избиратели сочли, что Харрис одержала победу с «исторически большим» отрывом, как об этом написала газета The Washington Post. Комментаторы CNN сообщили, что Трамп сделал более 30 ложных заявлений во время дебатов, в то время как Харрис сделала одно. Некоторые республиканцы объяснили слабое выступление Трампа тем, что, по их мнению, модераторы дебатов от «ABC News» вели себя предвзято, потому, что они провели фактчекинг высказываний Трампа четыре раза, а Харрис — ни одного. Политические обозреватели отмечали привлекательность Камалы Харрис, которая больше улыбалась и выглядела веселее и даже несколько раз рассмеялась над словами Трампа, который по его собственному признанию «хотел выглядеть элегантным и на вступил в конфликт с ведущими дебатов» однако выглядел хмурым и напряжённым всё время дебатов. Харрис явно переиграла Трампа в присущей ей элегантной манере держаться перед камерой, но её женственность и голливудская улыбка не помогли смягчить атмосферу жесточайшего противостояния во время дебатов.
1 октября кандидаты в вице-президенты Джеймс Дэвид Вэнс и Тим Уолз приняли участие в дебатах, организованных телеканалом «CBS News». Количество зрителей в прямом эфире составило 43 миллиона. Опрошенные избиратели сочли дебаты равными, а их тон — позитивным. Оба кандидата набрали примерно одинаковое количество голосов среди зрителей, которых спросили о победителе, в то время как большинство обозревателей сочли победителем Вэнса.

## Опросы и прогнозы

### Агрегированные опросы
Указаны только данные агрегаторов, которые суммируют вместе опросы различных служб общественного мнения.
| Источник- агрегатор       | Период агрегации | Дата обновления/ | Камала Харрис Демократическая партия | Дональд Трамп Республиканская партия | Другие / Не опре- делились | Преимущество  |
| ------------------------- | ---------------- | ---------------- | ------------------------------------ | ------------------------------------ | -------------------------- | ------------- |
| 270toWin                  | — 4 ноября 2024  | 5 ноября 2024    | 48,4 %                               | 47,2 %                               | 4,4 %                      | Харрис +1,2 % |
| 538                       | — 4 ноября 2024  | 5 ноября 2024    | 48,0 %                               | 46,8 %                               | 5,2 %                      | Харрис +1,2 % |
| Cook Political Report     | — 4 ноября 2024  | 5 ноября 2024    | 48,7 %                               | 47,8 %                               | 3,5 %                      | Харрис +0,9 % |
| Decision Desk HQ/The Hill | — 5 ноября 2024  | 5 ноября 2024    | 48,4 %                               | 48,4 %                               | 3,2 %                      | Рав.          |
| Silver Bulletin           | — 4 ноября 2024  | 5 ноября 2024    | 48,6 %                               | 47,6 %                               | 3,8 %                      | Харрис +1,0 % |
| Real Clear Politics       | — 5 ноября 2024  | 5 ноября 2024    | 48,7 %                               | 48,6 %                               | 2,7 %                      | Харрис +0,1 % |
| В среднем                 | В среднем        | В среднем        | 48,5 %                               | 47,7 %                               | 3,8 %                      | Харрис +0,8 % |

### Прогнозы распределения голосов Коллегии выборщиков
Новостные сайты и физические лица (связанные со статистикой) публикуют прогнозы, касающиеся распределения голосов выборщиков по штатам на предстоящих выборах. В них учитываются такие факторы, как популярность действующего президента и других кандидатов, а также позиция партии на уровне штата (отражена Индексом партийного голосования). Прогнозные показатели формируют рейтинг, указывая на предполагаемое преимущество.
Обозначения:
- Р — равенство;
- НП — небольшое преимущество;
- ДП — достаточное преимущество;
- СП — существенное, но преодолимое преимущество;
- ОП — огромное преимущество.

Ниже приведён список штатов, которые, по мнению одного или нескольких авторов прогнозов, являются конкурентоспособными; штаты, которые считаются «безопасными» или «надёжными» для одной из партий всеми аналитиками («Inside Elections», «Cook», «CNalysis», «Sabato», CNN, «RCP», DDHQ, «538», «The Economist» и «YouGov») опущены для краткости.
| Штат              | ГВ    | PVI   | 2024 результат | 2024 преимущ. | 2020 результат | 2020 преимущ. | IE 3 ноября 2024         | Cook 4 ноября 2024       | CNalysis 4 ноября 2024  | Sabato 4 ноября 2024    | CNN 8 октября 2024       | DDHQ 5 ноября 2024       | 538 5 ноября 2024        | Economist 5 ноября 2024  | YouGov 1 ноября 2024     |
| ----------------- | ----- | ----- | -------------- | ------------- | -------------- | ------------- | ------------------------ | ------------------------ | ----------------------- | ----------------------- | ------------------------ | ------------------------ | ------------------------ | ------------------------ | ------------------------ |
| Аляска            | 3     | Р+8   | 54,5 % Р       | 13,1 %        | 52,8 % Р       | 10,06 %       | ОП (Р)                   | ОП (Р)                   | СП (Р)                  | ОП (Р)                  | ОП (Р)                   | ОП (Р)                   | СП (Р)                   | ОП (Р)                   | ОП (Р)                   |
| Аризона           | 11    | Р+2   | 52,2 % Р       | 5,5 %         | 49,4 % Д       | 0,31 %        | Р                        | Р                        | НП (Р)                  | ДП (Р)                  | Р                        | Р                        | ДП (Р)                   | ДП (Р)                   | Р                        |
| Колорадо          | 10    | Д+4   | 54,2 % Д       | 11,0 %        | 55,4 % Д       | 13,50 %       | ОП (Д)                   | ОП (Д)                   | ОП (Д)                  | ОП (Д)                  | ДП (Д)                   | СП (Д)                   | ОП (Д)                   | ОП (Д)                   | ОП (Д)                   |
| Флорида           | 30    | Р+3   | 56,1 % Р       | 13,1 %        | 51,2 % Р       | 3,36 %        | ДП (Р)                   | СП (Р)                   | СП (Р)                  | СП (Р)                  | ДП (Р)                   | СП (Р)                   | СП (Р)                   | СП (Р)                   | ДП (Р)                   |
| Джорджия          | 16    | Р+3   | 50,7 % Р       | 2,2 %         | 49,5 % Д       | 0,24 %        | Р                        | Р                        | СП (Д)                  | ДП (Р)                  | Р                        | Р                        | Р                        | Р                        | Р                        |
| Айова             | 6     | Р+6   | 56,0 % Р       | 13,3 %        | 53,1 % Р       | 8,20 %        | НП (Р)                   | СП (Р)                   | НП (Р)                  | СП (Р)                  | ОП (Р)                   | СП (Р)                   | СП (Р)                   | СП (Р)                   | ОП (Р)                   |
| Канзас            | 6     | Р+10  | 57,2 % Р       | 16,2 %        | 56,4 % Р       | 14,63 %       | ОП (Р)                   | ОП (Р)                   | СП (Р)                  | ОП (Р)                  | ОП (Р)                   | ОП (Р)                   | ОП (Р)                   | ОП (Р)                   | ОП (Р)                   |
| Мэн               | 2     | Д+2   | 52,4 % Д       | 6,9 %         | 53,1 % Д       | 9,07 %        | СП (Д)                   | СП (Д)                   | ОП (Д)                  | СП (Д)                  | ОП (Д)                   | ОП (Д)                   | СП (Д)                   | СП (Д)                   | ОП (Д)                   |
| Мэн-02            | 1     | Р+6   | 53,8 % Р       | 9,6 %         | 52,3 % Р       | 7,44 %        | ДП (Р)                   | СП (Р)                   | СП (Р)                  | СП (Р)                  | ДП (Р)                   | СП (Р)                   | СП (Р)                   | СП (Р)                   | Р                        |
| Мичиган           | 15    | Р+1   |                |               | 50,6 % Д       | 2,78 %        | Р                        | Р                        | СП (Д)                  | ДП (Д)                  | Р                        | Р                        | ДП (Д)                   | ДП (Д)                   | ДП (Д)                   |
| Миннесота         | 10    | Д+1   |                |               | 52,4 % Д       | 7,11 %        | ДП (Д)                   | СП (Д)                   | ОП (Д)                  | СП (Д)                  | ДП (Д)                   | ДП (Д)                   | СП (Д)                   | СП (Д)                   | СП (Д)                   |
| Небраска-01       | 1     | Р+9   |                |               | 54,3 % Р       | 11,00 %       | ОП (Р)                   | ОП (Р)                   | ОП (Р)                  | СП (Р)                  | ОП (Р)                   | ОП (Р)                   | ОП (Р)                   | ОП (Р)                   | ОП (Р)                   |
| Небраска-02       | 1     | Р     |                |               | 52,0 % Д       | 6,50 %        | ДП (Д)                   | СП (Д)                   | ОП (Д)                  | СП (Д)                  | ДП (Д)                   | СП (Д)                   | СП (Д)                   | СП (Д)                   | Р                        |
| Невада            | 6     | Р+1   |                |               | 50,1 % Д       | 2,39 %        | Р                        | Р                        | НП (Д)                  | ДП (Д)                  | Р                        | Р                        | Р                        | Р                        | Р                        |
| Нью-Гэмпшир       | 4     | Д+1   |                |               | 52,7 % Д       | 7,35 %        | ДП (Д)                   | СП (Д)                   | ОП (Д)                  | СП (Д)                  | ДП (Д)                   | СП (Д)                   | СП (Д)                   | СП (Д)                   | ОП (Д)                   |
| Нью-Мексико       | 5     | Д+3   |                |               | 54,3 % Д       | 10,79 %       | ОП (Д)                   | СП (Д)                   | СП (Д)                  | СП (Д)                  | ДП (Д)                   | СП (Д)                   | СП (Д)                   | СП (Д)                   | ОП (Д)                   |
| Северная Каролина | 16    | Р+3   |                |               | 49,9 % Р       | 1,35 %        | Р                        | Р                        | НП (Д)                  | ДП (Р)                  | Р                        | Р                        | Р                        | Р                        | Р                        |
| Огайо             | 17    | Р+6   |                |               | 53,3 % Р       | 8,03 %        | СП (Р)                   | ОП (Р)                   | СП (Р)                  | ОП (Р)                  | ОП (Р)                   | СП (Р)                   | СП (Р)                   | ОП (Р)                   | ОП (Р)                   |
| Пенсильвания      | 19    | Р+2   |                |               | 50,0 % Д       | 1,16 %        | Р                        | Р                        | ДП (Д)                  | ДП (Д)                  | Р                        | Р                        | Р                        | Р                        | Р                        |
| Техас             | 40    | Р+5   |                |               | 52,1 % Р       | 5,58 %        | СП (Р)                   | СП (Р)                   | ДП (Р)                  | СП (Р)                  | ОП (Р)                   | СП (Р)                   | СП (Р)                   | СП (Р)                   | ДП (Р)                   |
| Виргиния          | 13    | Д+3   |                |               | 54,1 % Д       | 10,11 %       | СП (Д)                   | СП (Д)                   | ОП (Д)                  | СП (Д)                  | ДП (Д)                   | СП (Д)                   | СП (Д)                   | СП (Д)                   | ОП (Д)                   |
| Висконсин         | 10    | Р+2   |                |               | 49,5 % Д       | 0,63 %        | Р                        | Р                        | ДП (Д)                  | ДП (Д)                  | Р                        | Р                        | Р                        | Р                        | Р                        |
| Итого             | Итого | Итого | Итого          | Итого         | Итого          | Итого         | Д — 226 Р — 219 Рав — 93 | Д — 226 Р — 219 Рав — 93 | Д — 308 Р — 230 Рав — 0 | Д — 276 Р — 262 Рав — 0 | Д — 226 Р — 219 Рав — 93 | Д — 226 Р — 219 Рав — 93 | Д — 241 Р — 230 Рав — 67 | Д — 241 Р — 230 Рав — 67 | Д — 240 Р — 218 Рав — 80 |

## Голосование
Чтобы избежать больших скоплений людей в основной день выборов, большинство штатов предоставили возможность избирателям проголосовать досрочно. Согласно данным Флоридского университета, досрочно отдали свои голоса 82 713 594 гражданина, из них почти 45 миллионов проголосовали лично, а ещё около 37,7 миллионов — по почте. Всего же в США насчитывается 244 миллиона избирателей.
По сложившейся в 1960 году традиции первыми свои голоса отдали избиратели посёлка Диксвилл-Нотч в штате Нью-Гэмпшир, сразу после наступления полуночи 5 ноября. В 6:00 по североамериканскому восточному времени голосование началось в штатах Мэн, Коннектикут, Нью-Йорк и Виргиния, а час спустя избирательные участки открылись в большинстве других штатов на Восточном побережье. На Западном же побережье последними участки начали работать в 7:00 по местному времени на Аляске. На востоке голосование завершилось главным образом в 19:00 по местному времени. Последними избирательные участки закрылись на Гавайях и в посёлке Адъяк на Алеутских островах — в 20:00 по местному времени.
Инаугурация избранного президента была проведена 20 января 2025 года.

### Инциденты
Ещё до 5 ноября начали публиковаться данные о предположительных нарушениях в ходе голосования. В социальных сетях такую информацию распространяли отдельные пользователи, независимые сообщества, а также группы, связанные с республиканцами и демократами. Дональд Трамп заявлял о случаях подлога в штате Пенсильвания. ФБР предупреждала о циркулирующих в интернете ложных данных о фальсификациях во время голосования.
В ходе предварительного голосования произошло несколько поджогов избирательных ящиков: 24 октября в Финиксе, штат Аризона (испорчены около 20 бюллетеней), 28 октября в Портленде, штат Орегон (пострадали три бюллетеня) и Ванкувере, штат Вашингтон (повреждены сотни бюллетеней). 8 октября в одном из ящиков в Ванкувере было найдено зажигательное устройство.
Несколько избирательных участков в Мичигане и Джорджии столкнулись с ложными сообщениями о заложенных бомбах. ФБР сообщило, что угрозы, «судя по всему, были отправлены с российских доменов электронной почты». Российская сторона «решительно отвергла» это заявление.
Власти США предприняли дополнительные меры безопасности на некоторых избирательных участках после участившихся угроз в адрес сотрудников избирательных комиссий и в связи с возможным возникновением беспорядков. Меры включают составление планов размещения снайперов на крышах, установку тревожных кнопок, использование беспилотников. Были приведены в готовность силы быстрого реагирования, организованы дополнительные патрули.

## Результаты
| Фото                        | Кандидат      | Партия          | Голосов    | Голосов | Голосов выборщиков |
| Фото                        | Кандидат      | Партия          | Число      | %       | Голосов выборщиков |
| --------------------------- | ------------- | --------------- | ---------- | ------- | ------------------ |
|                             | Дональд Трамп | Республиканская | 77 303 573 | 49,91   | 312                |
|                             | Дональд Трамп | Республиканская | 77 303 573 | 49,91   | 312                |
|                             | Камала Харрис | Демократическая | 75 019 257 | 48,43   | 226                |
|                             | Камала Харрис | Демократическая | 75 019 257 | 48,43   | 226                |
| Источник: Associated Press. |               |                 |            |         |                    |

## Реакция
Телеканал Fox News, традиционно поддерживавший республиканцев, стал первым СМИ, сообщившим о победе Дональда Трампа. В конференц-центре в Уэст-Палм-Бич, штат Флорида, сторонники Трампа приветствовали его радостными криками, скандируя «USA!», когда Fox News объявил победителя. Трамп заявил: «Мы поможем нашей стране восстановиться. Нашей стране нужна помощь. Мы решим проблему с нашими границами, решим остальные проблемы. Америка дала нам беспрецедентный и мощный мандат». Он также объявил «золотой век» для США и пообещал «остановить войны». На сцене к нему присоединились семья и напарник по предвыборной гонке Джеймс Вэнс. Камала Харрис не стала выступать перед своими сторонниками, которые собрались в Говардском университете. Сопредседатель её предвыборной кампании Седрик Ричмонд кратко обратился к собравшимся, сказав, что Харрис выступит позже. Несколько часов спустя ведущие СМИ объявили Трампа 47-м президентом США, а Associated Press назвало это «экстраординарным возвращением для бывшего президента».
Обращаясь к сторонникам, Харрис заявила, что «результат этих выборов был не таким, как мы хотели, не тем, за что мы боролись, не тем, за что мы голосовали» и что «мы никогда не сдадимся, пока будем продолжать бороться». Она также объявила, что результаты выборов должны быть приняты и что она привержена мирной передаче власти. Харрис и Байден позвонили Трампу и поздравили его с победой.